# Гамельнський щуролов

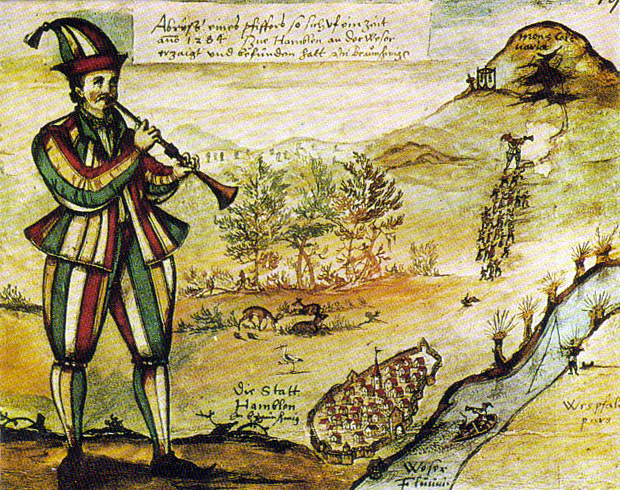
Вітраж XIII століття із зображенням Щуролова. Малюнок барона Августина фон Мерсперга (1595)

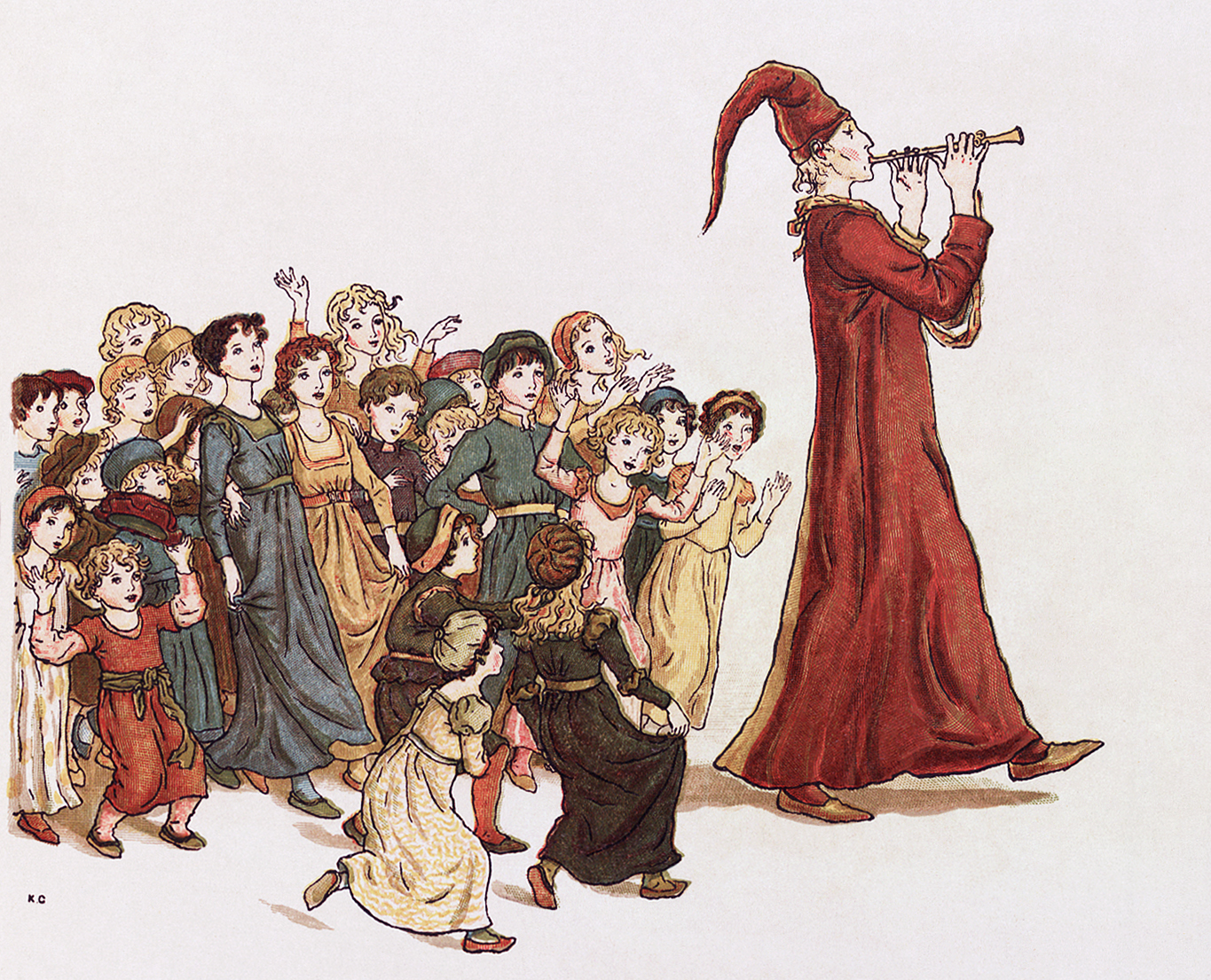
Гамельнський щуролов виводить дітей із Гамельну. Ілюстрація Кейт Грінвей (1910) до поеми Роберта Браунінга

Га́мельнський щуроло́в (нім. Rattenfänger von Hameln), гамельнський флейтист — персонаж середньовічної німецької легенди. Згідно з нею, музикант, якого ошукав магістрат міста Гамельн, відмовившись виплатити винагороду за позбавлення міста від пацюків, за допомогою чаклунства вивів за собою міських дітей, які потім згинули.

## Історія
Основою легенди стала подія, що сталася 26 червня 1284 року в німецькому місті Гамельн. В цей день зникла без сліду велика кількість місцевих дітей — найчастіше йдеться про «сто і ще тридцять».
Діти не були вбиті, бо їхні тіла не були знайдені і хроніки кажуть, що зниклих «більше ніхто не бачив». Відтак, найвірогіднішою версією є викрадення для подальшого продажу у рабство. Хто саме був викрадачем встановлено не було. Свідки найчастіше згадували флейтиста або ж мандрівного актора в яскравому одязі, навколо якого нібито юрмилися зниклі діти. Знайшлися й ті, хто бачив як діти радісно йшли за ним. Востаннє — біля місцевості Кальварія, вже за містом.
Те, що музика між бути щуроловом, перші варіанти легенди не згадували.
Легенди про загадкового музиканта, що веде за собою зачарованих людей або худобу, за доби середньовіччя були вельми поширені, але гамельнська — єдина із зазначенням точнох дати, ще й зафіксована у хроніках того часу поряд з цілком справжніми подіями. У пізніших джерелах, особливо іноземних, дата з незрозумілої причини заміщується іншою — 20 червня 1484 або ж 22 липня 1376 року. Пояснення цьому також не знайдено.
Легенда про щуролова, яку в XIX столітті видали Людвіг Йоахім фон Арнім і Клеменс Брентано, стала джерелом натхнення для численних письменників, поетів, композиторів, серед яких, зокрема, Роберт Браунінг (поема «Щуролов з Гамельна»), Йоганн Вольфганг фон Гете («Щуролов»), Генріх Гейне (поема «Бродячі щури», нім. Die Wanderratten), брати Грімм («Німецькі легенди. № 245. Діти з Гамельна»).
Шведська письменниця Сельма Лагерлеф в 1906 році у романі «Чудесна мандрівка Нільса Гольгерсона з дикими гусями» вставила епізод, де головний герой Нільс за допомогою дудочки виводить із замку Глімінгегус полки сірих пацюків і заводить їх світ-за-очі. Сельма Лагерлеф протиставляє сірих пацюків-загарбників «благородним» чорним пацюкам, які споконвіку жили в замку і заслужили загальну повагу.
Ця ж легенда обігрується в фантастичному романі 1968 року американської письменниці Андре Нортон «Похмурий/Темний трубач» (англ. Dark Piper).
У 2020 році у світ вийшла книга українського письменника Бориса Кутового «Повість про Срібну флейту». У книзі йдеться про розслідування історії щодо зникнення дітей із Гамельна та зустріч літературного героя з образом первинного зла — Чорним Янголом. Повість написано у формі тематично пов'язаних між собою листів, що надіслані батьком із війни своєму сину, підростає. Не так багато є легенд, які б викликали подібний резонанс в культурі й мистецтві протягом понад 700 років[джерело?].

## Легенда про щуролова
Легенда про щуролова у найвідомішому варіанті така: одного разу місто Гамельн піддалося щурячій навалі. Ніякі хитрощі не допомагали позбутися гризунів, які нахабніли з кожним днем аж до того, що стали самі нападати на кішок і собак, а також кусати немовлят у колисках. Зневірений магістрат оголосив про нагороду будь-кому, хто допоможе позбавити місто від пацюків. Тоді ж у Гамельні з'явився «строкатий дудар». Невідомо, ким він був насправді і звідки з'явився. Зобов'язавши магістрат виплатити йому як винагороду «стільки золота, скільки він зможе забрати», він вийняв із кишені чарівну флейту, під звуки якої всі міські пацюки збіглися до нього, він же вивів зачарованих тварин геть із міста і втопив їх усіх у річці Везер.
Магістрат, проте ж, устиг пошкодувати про похапцем дану обіцянку, і коли флейтист повернувся по винагороду, відмовив йому навідріз. Музикант через якийсь час повернувся в місто вже в костюмі мисливця та червоному капелюсі й знову заграв на чарівній флейті (див. опера «Чарівна флейта»), але цього разу до нього збіглися всі міські діти, в той час, як зачаровані дорослі не могли цьому завадити. Так само як раніше пацюків, флейтист вивів їх із міста — і втопив у річці (або повів за собою в гірську ущелину на горі Копп, де всі пропали).